# Coupe Davis 1963
Pour un article plus général, voir Coupe Davis.
Navigation
Édition précédente Édition suivante
La Coupe Davis 1963 est la 52e édition de ce tournoi de tennis professionnel masculin par nations. Les rencontres se déroulent du 17 mars au 28 décembre dans différents lieux.
Les États-Unis remporte leur 19e saladier d'argent grâce à leur victoire lors du "Challenge Round" face à l'Australie (quadruple tenante du titre) par trois victoires à deux.

## Contexte
Le tournoi se déroule au préalable dans les tours préliminaires des zones continentales. Un total de 49 nations participent à la compétition :
- 7 dans la "Zone Amérique",
- 9 dans la "Zone Est" (incluant l'Asie et l'Océanie),
- 32 dans la "Zone Europe" (incluant l'Afrique),
- plus l'Australie ayant remporté l'édition précédente, ainsi qualifiée pour le "Challenge round".

## Résultats

### Tableau du top 16 mondial
|  | Huitièmes de finale Plusieurs dates                                         | Huitièmes de finale Plusieurs dates                                             |            |                                                  | Quarts de finale Plusieurs dates                             | Quarts de finale Plusieurs dates                             |   |  | Demi-finales Plusieurs dates              | Demi-finales Plusieurs dates              |  |  | Finale du tout venant 2 - 4 novembre | Finale du tout venant 2 - 4 novembre |
|  | Huitièmes de finale Plusieurs dates                                         | Huitièmes de finale Plusieurs dates                                             |            |                                                  | Quarts de finale Plusieurs dates                             | Quarts de finale Plusieurs dates                             |   |  | Demi-finales Plusieurs dates              | Demi-finales Plusieurs dates              |  |  | Finale du tout venant 2 - 4 novembre | Finale du tout venant 2 - 4 novembre |
|  |                                                                             |                                                                                 |            |                                                  |                                                              |                                                              |   |  |                                           |                                           |  |  |                                      |                                      |
|  | Quart de finale Est (31 mars - 2 avril) Pune, Inde (???)                    | Quart de finale Est (31 mars - 2 avril) Pune, Inde (???)                        |            |                                                  | Demi-finale Est (19 - 22 avril) Kuala Lumpur, Malaisie (???) | Demi-finale Est (19 - 22 avril) Kuala Lumpur, Malaisie (???) |   |  | Finale Est (3 - 7 mai) Tokyo, Japon (???) | Finale Est (3 - 7 mai) Tokyo, Japon (???) |  |  | Inter-zone Bombay, Inde (???)        | Inter-zone Bombay, Inde (???)        |
|  | Quart de finale Est (31 mars - 2 avril) Pune, Inde (???)                    | Quart de finale Est (31 mars - 2 avril) Pune, Inde (???)                        |            |                                                  | Demi-finale Est (19 - 22 avril) Kuala Lumpur, Malaisie (???) | Demi-finale Est (19 - 22 avril) Kuala Lumpur, Malaisie (???) |   |  | Finale Est (3 - 7 mai) Tokyo, Japon (???) | Finale Est (3 - 7 mai) Tokyo, Japon (???) |  |  | Inter-zone Bombay, Inde (???)        | Inter-zone Bombay, Inde (???)        |
|  | Pakistan                                                                    | 1                                                                               |            |                                                  | Demi-finale Est (19 - 22 avril) Kuala Lumpur, Malaisie (???) | Demi-finale Est (19 - 22 avril) Kuala Lumpur, Malaisie (???) |   |  | Finale Est (3 - 7 mai) Tokyo, Japon (???) | Finale Est (3 - 7 mai) Tokyo, Japon (???) |  |  | Inter-zone Bombay, Inde (???)        | Inter-zone Bombay, Inde (???)        |
|  | Pakistan                                                                    | 1                                                                               |            |                                                  | Demi-finale Est (19 - 22 avril) Kuala Lumpur, Malaisie (???) | Demi-finale Est (19 - 22 avril) Kuala Lumpur, Malaisie (???) |   |  | Finale Est (3 - 7 mai) Tokyo, Japon (???) | Finale Est (3 - 7 mai) Tokyo, Japon (???) |  |  | Inter-zone Bombay, Inde (???)        | Inter-zone Bombay, Inde (???)        |
|  | Inde                                                                        | 4                                                                               |            |                                                  | Demi-finale Est (19 - 22 avril) Kuala Lumpur, Malaisie (???) | Demi-finale Est (19 - 22 avril) Kuala Lumpur, Malaisie (???) |   |  | Finale Est (3 - 7 mai) Tokyo, Japon (???) | Finale Est (3 - 7 mai) Tokyo, Japon (???) |  |  | Inter-zone Bombay, Inde (???)        | Inter-zone Bombay, Inde (???)        |
|  | Inde                                                                        | 4                                                                               | Inde       | 4                                                |                                                              |                                                              |   |  | Finale Est (3 - 7 mai) Tokyo, Japon (???) | Finale Est (3 - 7 mai) Tokyo, Japon (???) |  |  | Inter-zone Bombay, Inde (???)        | Inter-zone Bombay, Inde (???)        |
|  | Quart de finale Est (27 - 30 mars) Kuala Lumpur, Malaisie (???)             |                                                                                 | Inde       | 4                                                |                                                              |                                                              |   |  | Finale Est (3 - 7 mai) Tokyo, Japon (???) | Finale Est (3 - 7 mai) Tokyo, Japon (???) |  |  | Inter-zone Bombay, Inde (???)        | Inter-zone Bombay, Inde (???)        |
|  |                                                                             | Malaisie                                                                        | 0          |                                                  |                                                              |                                                              |   |  | Finale Est (3 - 7 mai) Tokyo, Japon (???) | Finale Est (3 - 7 mai) Tokyo, Japon (???) |  |  | Inter-zone Bombay, Inde (???)        | Inter-zone Bombay, Inde (???)        |
|  | Malaisie                                                                    | Malaisie                                                                        | 0          | 3                                                |                                                              |                                                              |   |  | Finale Est (3 - 7 mai) Tokyo, Japon (???) | Finale Est (3 - 7 mai) Tokyo, Japon (???) |  |  | Inter-zone Bombay, Inde (???)        | Inter-zone Bombay, Inde (???)        |
|  | Malaisie                                                                    | Demi-finale Est (19 - 22 avril) Tokyo, Japon (???)                              |            | 3                                                |                                                              |                                                              |   |  | Finale Est (3 - 7 mai) Tokyo, Japon (???) | Finale Est (3 - 7 mai) Tokyo, Japon (???) |  |  | Inter-zone Bombay, Inde (???)        | Inter-zone Bombay, Inde (???)        |
|  | Birmanie                                                                    | 2                                                                               |            |                                                  |                                                              |                                                              |   |  | Finale Est (3 - 7 mai) Tokyo, Japon (???) | Finale Est (3 - 7 mai) Tokyo, Japon (???) |  |  | Inter-zone Bombay, Inde (???)        | Inter-zone Bombay, Inde (???)        |
|  | Birmanie                                                                    | 2                                                                               | Inde       | 3                                                |                                                              |                                                              |   |  |                                           |                                           |  |  | Inter-zone Bombay, Inde (???)        | Inter-zone Bombay, Inde (???)        |
|  | Quart de finale Est (5 - 7 avril) Fukuoka, Japon (???)                      |                                                                                 | Inde       | 3                                                |                                                              |                                                              |   |  |                                           |                                           |  |  | Inter-zone Bombay, Inde (???)        | Inter-zone Bombay, Inde (???)        |
|  |                                                                             | Japon                                                                           | 2          |                                                  |                                                              |                                                              |   |  |                                           |                                           |  |  | Inter-zone Bombay, Inde (???)        | Inter-zone Bombay, Inde (???)        |
|  | Japon                                                                       | Japon                                                                           | 2          | 5                                                |                                                              |                                                              |   |  |                                           |                                           |  |  | Inter-zone Bombay, Inde (???)        | Inter-zone Bombay, Inde (???)        |
|  | Japon                                                                       | Inter-zone (26 - 28 septembre) Bournemouth, Grande-Bretagne (terre battue ext.) |            | 5                                                |                                                              |                                                              |   |  |                                           |                                           |  |  | Inter-zone Bombay, Inde (???)        | Inter-zone Bombay, Inde (???)        |
|  | Corée du Sud                                                                | 0                                                                               |            |                                                  |                                                              |                                                              |   |  |                                           |                                           |  |  | Inter-zone Bombay, Inde (???)        | Inter-zone Bombay, Inde (???)        |
|  | Corée du Sud                                                                | 0                                                                               | Japon      | 4                                                |                                                              |                                                              |   |  |                                           |                                           |  |  | Inter-zone Bombay, Inde (???)        | Inter-zone Bombay, Inde (???)        |
|  | Quart de finale Est (29 - 21 mars) Manille, Philippines (???)               |                                                                                 | Japon      | 4                                                |                                                              |                                                              |   |  |                                           |                                           |  |  | Inter-zone Bombay, Inde (???)        | Inter-zone Bombay, Inde (???)        |
|  |                                                                             | Philippines                                                                     | 1          |                                                  |                                                              |                                                              |   |  |                                           |                                           |  |  | Inter-zone Bombay, Inde (???)        | Inter-zone Bombay, Inde (???)        |
|  | Nouvelle-Zélande                                                            | Philippines                                                                     | 1          | 1                                                |                                                              |                                                              |   |  |                                           |                                           |  |  | Inter-zone Bombay, Inde (???)        | Inter-zone Bombay, Inde (???)        |
|  | Nouvelle-Zélande                                                            | Finale Amériques (13 - 15 septembre) Denver, CO, États-Unis (dur ext.)          |            | 1                                                |                                                              |                                                              |   |  |                                           |                                           |  |  | Inter-zone Bombay, Inde (???)        | Inter-zone Bombay, Inde (???)        |
|  | Philippines                                                                 | 3                                                                               |            |                                                  |                                                              |                                                              |   |  |                                           |                                           |  |  | Inter-zone Bombay, Inde (???)        | Inter-zone Bombay, Inde (???)        |
|  | Philippines                                                                 | 3                                                                               | Inde       | 0                                                |                                                              |                                                              |   |  |                                           |                                           |  |  |                                      |                                      |
|  | Demi-finale Amériques (28 - 30 juillet) Caracas, Venezuela (dur ext.)       |                                                                                 | Inde       | 0                                                |                                                              |                                                              |   |  |                                           |                                           |  |  |                                      |                                      |
|  |                                                                             | États-Unis                                                                      | 5          |                                                  |                                                              |                                                              |   |  |                                           |                                           |  |  |                                      |                                      |
|  | Venezuela                                                                   | États-Unis                                                                      | 5          | 3                                                |                                                              |                                                              |   |  |                                           |                                           |  |  |                                      |                                      |
|  | Venezuela                                                                   |                                                                                 |            | 3                                                |                                                              |                                                              |   |  |                                           |                                           |  |  |                                      |                                      |
|  | Équateur                                                                    | 1                                                                               |            |                                                  |                                                              |                                                              |   |  |                                           |                                           |  |  |                                      |                                      |
|  | Équateur                                                                    | 1                                                                               | Venezuela  | 0                                                |                                                              |                                                              |   |  |                                           |                                           |  |  |                                      |                                      |
|  | Demi-finale Amériques (16 - 18 août) Los Angeles, CA, États-Unis (dur ext.) |                                                                                 | Venezuela  | 0                                                |                                                              |                                                              |   |  |                                           |                                           |  |  |                                      |                                      |
|  |                                                                             | États-Unis                                                                      | 5          |                                                  |                                                              |                                                              |   |  |                                           |                                           |  |  |                                      |                                      |
|  | États-Unis                                                                  | États-Unis                                                                      | 5          | 4                                                |                                                              |                                                              |   |  |                                           |                                           |  |  |                                      |                                      |
|  | États-Unis                                                                  | Finale Europe (1er - 5 août) Londres, Grande-Bretagne (gazon ext.)              |            | 4                                                |                                                              |                                                              |   |  |                                           |                                           |  |  |                                      |                                      |
|  | Mexique                                                                     | 1                                                                               |            |                                                  |                                                              |                                                              |   |  |                                           |                                           |  |  |                                      |                                      |
|  | Mexique                                                                     | 1                                                                               | États-Unis | 5                                                |                                                              |                                                              |   |  |                                           |                                           |  |  |                                      |                                      |
|  | Demi-finale Europe (19 - 21 juillet) Båstad, Suède (terre battue ext.)      |                                                                                 | États-Unis | 5                                                |                                                              |                                                              |   |  |                                           |                                           |  |  |                                      |                                      |
|  |                                                                             | Grande-Bretagne                                                                 | 0          |                                                  |                                                              |                                                              |   |  |                                           |                                           |  |  |                                      |                                      |
|  | Suède                                                                       | Grande-Bretagne                                                                 | 0          | 5                                                |                                                              |                                                              |   |  |                                           |                                           |  |  |                                      |                                      |
|  | Suède                                                                       |                                                                                 |            | 5                                                |                                                              |                                                              |   |  |                                           |                                           |  |  |                                      |                                      |
|  | Afrique du Sud                                                              | 0                                                                               |            | Challenge round 26 - 28 décembre                 | Challenge round 26 - 28 décembre                             |                                                              |   |  |                                           |                                           |  |  |                                      |                                      |
|  | Afrique du Sud                                                              | 0                                                                               | Suède      | Challenge round 26 - 28 décembre                 | Challenge round 26 - 28 décembre                             | 2                                                            |   |  |                                           |                                           |  |  |                                      |                                      |
|  | Demi-finale Europe (18 - 20 juillet) Bristol, Grande-Bretagne (gazon ext.)  | Demi-finale Europe (18 - 20 juillet) Bristol, Grande-Bretagne (gazon ext.)      | Suède      | Challenge round Adélaïde, Australie (gazon ext.) | Challenge round Adélaïde, Australie (gazon ext.)             | 2                                                            |   |  |                                           |                                           |  |  |                                      |                                      |
|  | Demi-finale Europe (18 - 20 juillet) Bristol, Grande-Bretagne (gazon ext.)  | Demi-finale Europe (18 - 20 juillet) Bristol, Grande-Bretagne (gazon ext.)      |            | Challenge round Adélaïde, Australie (gazon ext.) | Challenge round Adélaïde, Australie (gazon ext.)             | Grande-Bretagne                                              | 3 |  |                                           |                                           |  |  |                                      |                                      |
|  | Grande-Bretagne                                                             | 4                                                                               | Australie  | 2                                                |                                                              | Grande-Bretagne                                              | 3 |  |                                           |                                           |  |  |                                      |                                      |
|  | Grande-Bretagne                                                             | 4                                                                               | Australie  | 2                                                |                                                              |                                                              |   |  |                                           |                                           |  |  |                                      |                                      |
|  | Espagne                                                                     | 1                                                                               |            | États-Unis                                       | 3                                                            |                                                              |   |  |                                           |                                           |  |  |                                      |                                      |
|  | Espagne                                                                     | 1                                                                               |            | États-Unis                                       | 3                                                            |                                                              |   |  |                                           |                                           |  |  |                                      |                                      |

### Matchs détaillés

#### Finale du tout venant
| | Inde | 0                              | -  | 5 | États-Unis |   |   |
| --- | ---- | ------------------------------ | -- | - | ---------- | - | - |
| Cricket Club of India, Bombay, Inde |      |                                |    |   |            |   |   |
| du 2 au 4 novembre 1963 sur ??? |      |                                |    |   |            |   |   |
| \| 1 \| \| Premjit Lall \| 4 \| 3 \| 0 \| \| \| \| 1 \| \| Chuck McKinley \| 6 \| 6 \| 6 \| \| \| \| 2 \| \| Ramanathan Krishnan \| 4 \| 1 \| 11 \| \| \| \| 2 \| \| Dennis Ralston \| 6 \| 6 \| 13 \| \| \| \| 3 \| \| Premjit Lall - Jaidip Mukerjea \| 8 \| 3 \| 10 \| 4 \| \| \| 3 \| \| C. McKinley - D. Ralston \| 6 \| 6 \| 12 \| 6 \| \| \| \| \| \| \| \| \| \| \| \| 4 \| \| Premjit Lall \| 3 \| 6 \| 0 \| 1 \| \| \| 4 \| \| Marty Riessen \| 6 \| 2 \| 6 \| 6 \| \| \| \| \| \| \| \| \| \| \| \| 5 \| \| Ramanathan Krishnan \| 8 \| 8 \| 2 \| 6 \| 0 \| \| 5 \| \| Chuck McKinley \| 10 \| 6 \| 6 \| 2 \| 6 \| \| \| \| \| \| \| \| \| \| |      |                                |    |   |            |   |   |
| 1 |      | Premjit Lall                   | 4  | 3 | 0          |   |   |
| 1 |      | Chuck McKinley                 | 6  | 6 | 6          |   |   |
| 2 |      | Ramanathan Krishnan            | 4  | 1 | 11         |   |   |
| 2 |      | Dennis Ralston                 | 6  | 6 | 13         |   |   |
| 3 |      | Premjit Lall - Jaidip Mukerjea | 8  | 3 | 10         | 4 |   |
| 3 |      | C. McKinley - D. Ralston       | 6  | 6 | 12         | 6 |   |
| |      |                                |    |   |            |   |   |
| 4 |      | Premjit Lall                   | 3  | 6 | 0          | 1 |   |
| 4 |      | Marty Riessen                  | 6  | 2 | 6          | 6 |   |
| |      |                                |    |   |            |   |   |
| 5 |      | Ramanathan Krishnan            | 8  | 8 | 2          | 6 | 0 |
| 5 |      | Chuck McKinley                 | 10 | 6 | 6          | 2 | 6 |
| |      |                                |    |   |            |   |   |

#### Challenge round
La finale de la Coupe Davis 1963 se joue entre l'Australie et les États-Unis.
| | Australie | 2                          | -  | 3 | États-Unis |    |   |
| --- | --------- | -------------------------- | -- | - | ---------- | -- | - |
| Memorial Drive, Adélaïde, Australie |           |                            |    |   |            |    |   |
| du 26 au 28 décembre 1963 sur gazon (ext.) |           |                            |    |   |            |    |   |
| \| 1 \| \| John Newcombe \| 4 \| 1 \| 6 \| 6 \| 5 \| \| 1 \| \| Dennis Ralston \| 6 \| 6 \| 3 \| 4 \| 7 \| \| 2 \| \| Roy Emerson \| 6 \| 3 \| 7 \| 7 \| \| \| 2 \| \| Chuck McKinley \| 3 \| 6 \| 5 \| 5 \| \| \| 3 \| \| Roy Emerson - Neale Fraser \| 3 \| 6 \| 9 \| 9 \| \| \| 3 \| \| C. McKinley - D. Ralston \| 6 \| 4 \| 11 \| 11 \| \| \| \| \| \| \| \| \| \| \| \| 4 \| \| Roy Emerson \| 6 \| 6 \| 3 \| 6 \| \| \| 4 \| \| Dennis Ralston \| 2 \| 3 \| 6 \| 2 \| \| \| \| \| \| \| \| \| \| \| \| 5 \| \| John Newcombe \| 12 \| 2 \| 7 \| 2 \| \| \| 5 \| \| Chuck McKinley \| 10 \| 6 \| 9 \| 6 \| \| \| \| \| \| \| \| \| \| \| |           |                            |    |   |            |    |   |
| 1 |           | John Newcombe              | 4  | 1 | 6          | 6  | 5 |
| 1 |           | Dennis Ralston             | 6  | 6 | 3          | 4  | 7 |
| 2 |           | Roy Emerson                | 6  | 3 | 7          | 7  |   |
| 2 |           | Chuck McKinley             | 3  | 6 | 5          | 5  |   |
| 3 |           | Roy Emerson - Neale Fraser | 3  | 6 | 9          | 9  |   |
| 3 |           | C. McKinley - D. Ralston   | 6  | 4 | 11         | 11 |   |
| |           |                            |    |   |            |    |   |
| 4 |           | Roy Emerson                | 6  | 6 | 3          | 6  |   |
| 4 |           | Dennis Ralston             | 2  | 3 | 6          | 2  |   |
| |           |                            |    |   |            |    |   |
| 5 |           | John Newcombe              | 12 | 2 | 7          | 2  |   |
| 5 |           | Chuck McKinley             | 10 | 6 | 9          | 6  |   |
| |           |                            |    |   |            |    |   |